# Муллан, Кассам
Кассам Исмаил Муллан (англ.  Cassam Ismael Moollan , 26 февраля 1927 года, Порт-Луи — 15 ноября 2010 года) — генерал-губернатор Маврикия с 15 декабря 1985 года по 17 января 1986 года.

## Биография
Учился в Лондонской школе экономики и политических наук и в 1950 году получил степень бакалавра права. В следующем году был принят в коллегию адвокатов Линкольнс-Инна. Возвратившись на Маврикий, с 1951 по 1955 годы работал адвокатом. С 1955 по 1958 год был магистратом, с 1958 по 1964 год — адвокат Короны, с 1964 по 1966 год — старший адвокат Короны. В 1966 году стал генеральным прокурором. В 1969 году, за год до своего назначения на пост рядового судьи Верховного суда, вступил в должность Королевского адвоката. В 1978 году стал старшим судьёй, с 1982 по 1984 год был редактором «Mauritius Law Report». В 1982 году стал главным судьёй Маврикия, и занимал эту должность до своей отставки в 1988 году. Как главный судья, вступил в должность генерал-губернатора, сразу же после смерти Сивусагура Рамгулама, до назначения преемника. В 1982 году был посвящён в рыцари королевой Великобритании Елизаветой II. В 1986 году стал кавалером ордена Почётного легиона Франции.